# Zapadnokereski jezik
Zapadnokereski jezik (ISO 639-3: kjq), jezik zapadnih (Sitsime ili Kawaiko) Keres Indijanaca it Novog Meksika kojim govore pripadnici plemena Acoma i Laguna čija etnička pripadnost iznosi 5 880, i to 3 526 Laguna i 2 354 Acoma (1980 popis); 	3.390 govornika (1980 popis).
Kereski jezici čine samostalnu porodicu; nekada su klasificiranu u sada nepriznatu veliku porodicu hokan-siouan. Drugi predstavnik je istočnokereski.

## Vanjske poveznice
- Ethnologue (14th)
- Ethnologue (15th)